# نقش مهر
مهر وسیله‌ای است با نقش، علامت یا نوشته‌ای برجسته یا کنده‌کاری شده، به صورت معکوس و از جنس نگین ، فلز، چوب ، پلاستیک ، -صابون و یا از همه پست تر از جنس کشک   که برای تایید امضاء، اعتبار بخشیدن به سند یا چاپ دستی، آن را به مرکب آغشته کرده و با فشار بر روی کاغذ یا چیز دیگری مانند آن، نوشته یا نشان را به آن منتقل می‌کنند.
در گذشته، بزرگان معمولا مهر خود را بر روی انگشتری حک میکردند و پیوسته با خود داشتند.به عبارت دیگر ،  پیش از آنکه مهرهای امروزی مرسوم شود، بیشتر مهرها را بر روی نگین انگشتری با فلزی به شکل انگشتر می‌ساختند و نقش دلخواه خود را بر روی آن حک می‌کردند.این نقش مهر، ممکن بود نام دارنده مهر، شکلی از اشکال هندسی یا تصویر حیوان یا گیاهی یا جمله‌ای خاص و ارزشمند، نزد دارنده مهر باشد.

## در فرهنگ ایران
یکی از نمودهای تأثیر پذیری جامعه ایرانی از قرآن، آمیختن آداب، رسوم، فرهنگ و ادبیات ایرانی با ظاهر و باطن قرآن بوده‌است. این تأثیرگذاری، حتی در نمادها و نشانه‌های ایرانیان نفوذ کرده و رنگ و بوی قرآنی به آنها بخشیده‌است.نمونه‌ای از این اثر پذیری در نقش مهرها، تجلی یافته‌است.

## تحولات
با ظهور اسلام و نزول قرآن، تغییر شگرفی در نقش مهرها ایجاد شد و بسیاری از افراد نقش مهرهای خود را به نقش‌های قرآنی تغییر دادند.پیشگامان این کار نیز امامان شیعه بودند.به غیر از پیامبر اسلام که نقش مهر او «محمد رسول الله» بود، تقریباً بقیه امامان شیعه از مهرهایی با نقشی از آیات شریف قرآن استفاده می‌کردند و با آن اوراق و نامه‌ها را امضاء و تایید می‌کردند.

## رابطه نقش مهر با شخصیت انسان
انتخاب نقش مهر، رابطه مستقیمی با شخصیت و دلبستگی‌های افراد داشته و نشانگر سطح فرهنگ و اطلاعات آنها می‌باشد.در این باره روایتی از ‌جعفر بن محمد آمده‌است که فرمود:
 خردمندی مرد به سه چیز شناخته می‌شود که یکی از آنها نقش خاتم و مهر او است — جعفر بن محمد، 
پس هنگامی که شخصی، بخشی از یک آیه قرآنی را به عنوان امضاء و نقش مهر خود انتخاب می‌کند، بیانگر علاقه‌مندی او به قرآن کریم و آموزه‌های آن است.

## نقش مهرهای بعضی از شخصیّت‌ها
- نقش خاتم  علی بن ابیطالب «الله الملک» بوده‌است.[۳] که بخشی از آیه ۱۱۴ سوره طه است.
- قش مهر حسین بن علی، بنا به بیان محمد باقر جمله «ان الله بالغ امره» بوده.[۴] که قسمتی از آیه ۳ از سوره طلاق بوده‌است.
- نقش مهر محمد باقر، بنا به بیان  جعفر بن محمدآیه «العزة للّه» بوده.[۳] که آیه ۱۳۹ سوره نساء بوده‌است
- نقش مهر  علی بن موسی الرضا «ما شاء الله لا قوة الا بالله» بوده‌است.[۳] که بخشی از آیه ۳۹ سوره کهف می‌باشد.
- نقش خاتم  موسی بن جعفر «حسبی الله» بوده‌است [۳] که بخشی از آیه ۱۲۹ سوره توبه می‌باشد.
- ابوعبیده جراح، مهری با نقش «الحمدلله» و مسروق با نقش «بسم الله الرحمن الرحیم» داشت.[۵]
- نقش مهر کریم خان زند قطعه‌ای از دعای جوشن کبیر بود که متضمن نام کریم بوده‌است و آن چنین است:«یا من هو بمن رجاه کریم» [۶][۷]
- محمد ابراهیم خان، وزیر تهران در دوره حکومت ناصرالدین شاه، دستور داده بود آیه‌ای متناسب با نام او را برای مهر او بسازند و حکاک آیه «سلام علی ابراهیم» که آیه ۱۰۹ سوره صافات است را برایش حکاکی کرده بود.[۸]
- از مهد علیا چند سجع مُهر با عنوان‌های «ملک النساء العالمین»، «عصمة الدنیا و الدین» و … باقی است [۹]
- سجع مهر شاعری به نام جامی چنین است:«جامی از جام حمد بی‌خود شد»[۱۰] که هم در بردارنده نام او و هم مصرعی از شعر است
- همچنین سجع مهر نویسنده‌ای به نام هادی آگه، این مصراع بود:«یافت هدایت هادی آگه»[۱۱]
- نقش مهر شیخ بهایی جمله «بهایی من بهاء» بوده‌است.[۱۲]

## سجع مهر
در برخی از متون، از نقش مهرها با عنوان سجع مهر نام برده شده‌است.سجع در اصل بانگ کبوتر و  قمری است و در اصطلاح به سخن با وزن و قافیه گفته می‌شود.

سجع مهربه کلمات موزون ومسجع وگاه مصراعی یابیتی که معمولاً‌متضمن‌ودربردارنده نام ونشان دارنده مهر می‌باشد.